# Kasba van Algiers
De Kasba van Algiers is een medina in de Algerijnse stad Algiers. De medina bevindt zich binnen de stadsmuren en de wijken worden gebruikt om winkels te vestigen. In de kasba bevinden zich de overblijfselen van de citadel, oude moskeeën en paleizen in Ottomaanse stijl, alsmede de resten van een traditionele stedelijke structuur. De kasba grenst aan de Middellandse Zee.
Deze kasba staat sinds 1992 op de Werelderfgoedlijst van UNESCO.

## Etymologie
Meer in het algemeen is een kasba de ommuurde citadel van vele Noord-Afrikaanse steden en dorpen.

## Geschiedenis

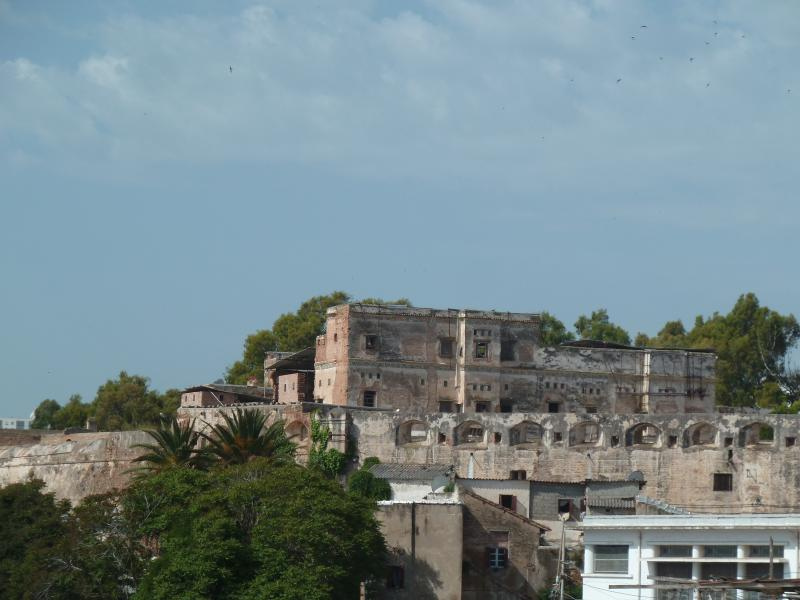
Paleis van de Dey

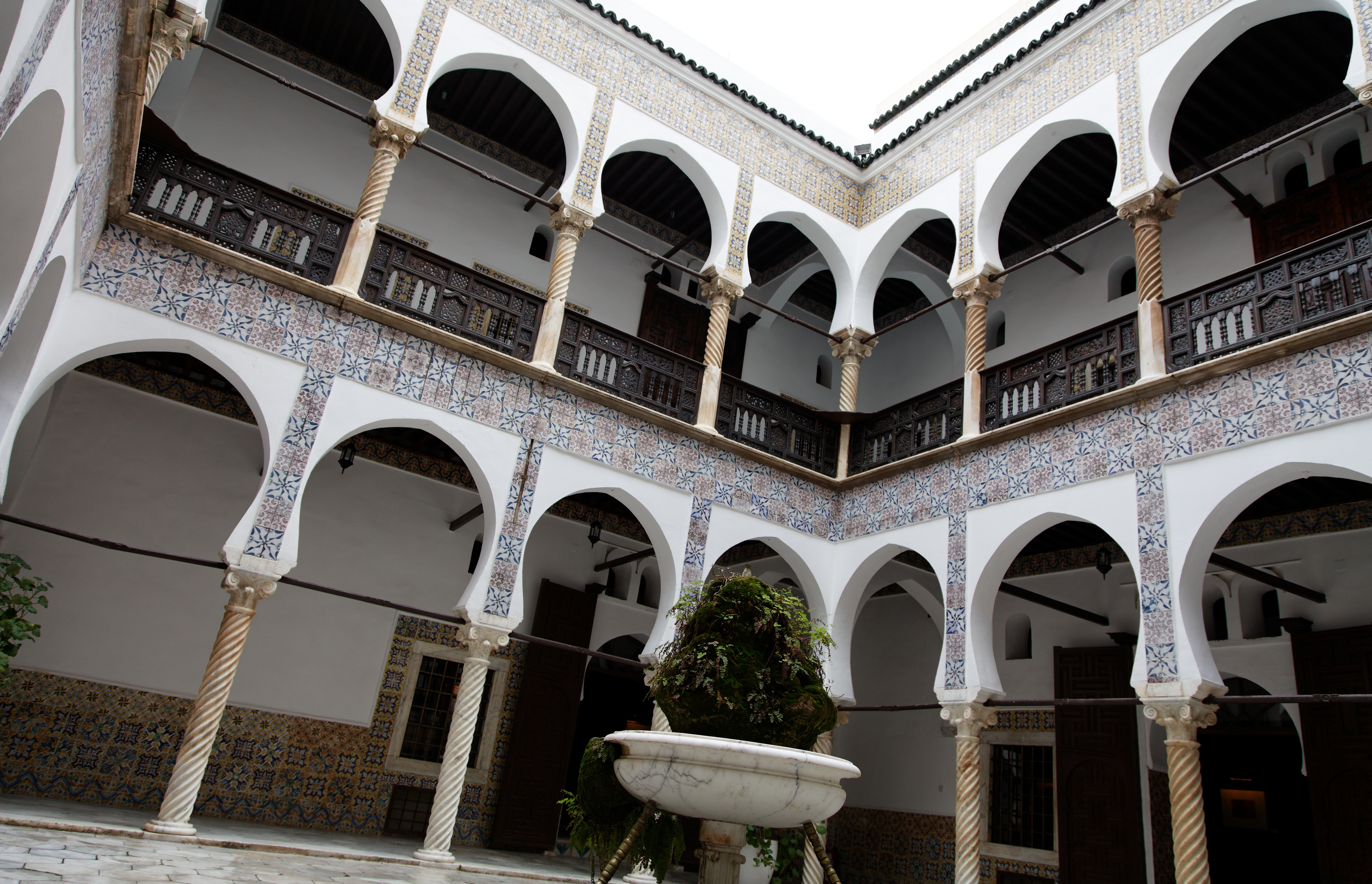
Paleis van de Dey van binnen.

De kasba van Algiers is gesticht op de ruïnes van het oude Icosium in de 10e eeuw. Het was een stad gebouwd op een heuvel, zich uitstrekkend naar de zee, verdeeld in de "Hoge stad" en de "Lage stad". Men vindt er metselwerk en moskeeën die dateren uit de 17e eeuw: de Ketchaoua-moskee (gebouwd in 1794 door de Dey Baba Hassan) geflankeerd door twee minaretten; de Djama'a al-Djedid (1660, ten tijde van de Ottomanen) met zijn grote afgewerkte ovaalvormige koepelpunten en zijn vier koepels; de Djamaâ el Kebir (de oudste van de moskeeën), gebouwd door de Almoraviden heerser Yusuf ibn Tashfin; en de Ali Bitchin-moskee (Raïs, 1623).  
De Kasba bevatte ook verschillende paleizen, waaronder Dar Aziza, Dar Mustapha Pacha, het Paleis van de Dey, en Dar Hassan Pacha dat in 1791 werd gebouwd om de Pasja te huisvesten, die er acht jaar verbleef. 
In 1839, kort na de Franse verovering, trok de Franse gouverneur in bij Dar Hassan Pacha. In 1860 bezochten Napoleon III en Eugénie de Montijo. Voor de Franse overheersing bevatte de kasbah ongeveer 13 Jama Masjids 109 moskeeën, 32 mausoleums en 12 Zawiyas, in totaal 166 religiegerelateerde gebouwen. Echter, het merendeel van deze religieuze gebouwen werd vernietigd tijdens de bezetting. In 1862 waren er slechts 9 Jama Masjids, 19 moskeeën, 15 mausoleums en 5 Zawiyas overgebleven. Veel moskeeën, zoals de Ketchauoua-moskee en de Berrani-moskee, werden omgebouwd tot gebouwen met niet-islamitische doeleinden, zoals militaire barakken en kerken. 
De kasba speelde een centrale rol tijdens de Algerijnse Onafhankelijkheidsoorlog (1954–1962). Gedurende de vroege jaren van de oorlog was de kasba het epicentrum van de planningsinspanningen van de Front de libération nationale (FLN), van waaruit het aanvallen plande en uitvoerde tegen Franse burgers en wetshandhavers in Algerije op dat moment. Om hun inspanningen tegen te gaan, lanceerden de Franse autoriteiten operaties in de kasba tijdens de Slag om Algiers.

## Huidige toestand
De ANSS, het conservatieagentschap van de Algerijnse regering, heeft gerapporteerd dat 373 gebouwen in de kasba zijn ingestort. Van de 1816 overgebleven gebouwen is 40% verwoest of in kritieke toestand, en 10% is dichtgetimmerd. Reuters meldde in augustus 2008 dat de kasba verwaarloosd was en dat bepaalde gebieden het risico liepen om in te storten. Algerijnse autoriteiten noemen leeftijd, verwaarlozing en overbevolking als de belangrijkste oorzaken van de achteruitgang. Overbevolking maakt het probleem bijzonder moeilijk op te lossen vanwege de inspanning die nodig is om de bewoners te verplaatsen. Schattingen variëren van 40.000 tot 70.000 mensen, hoewel het moeilijk is om zeker te zijn vanwege het aantal krakers in leegstaande gebouwen. Een reden waarom de overheid de toestand van de kasba wil verbeteren, is dat het een potentieel toevluchtsoord is voor criminelen en terroristen. 
Behoudsdeskundige Belkacem Babaci beschreef de situatie als moeilijk, maar niet onmogelijk, en zei: “Ik geloof nog steeds dat het mogelijk is om het te redden, maar je moet het leegmaken en je moet gekwalificeerde mensen vinden die de stijl, de materialen respecteren. Het is een enorme uitdaging.”
- [3]

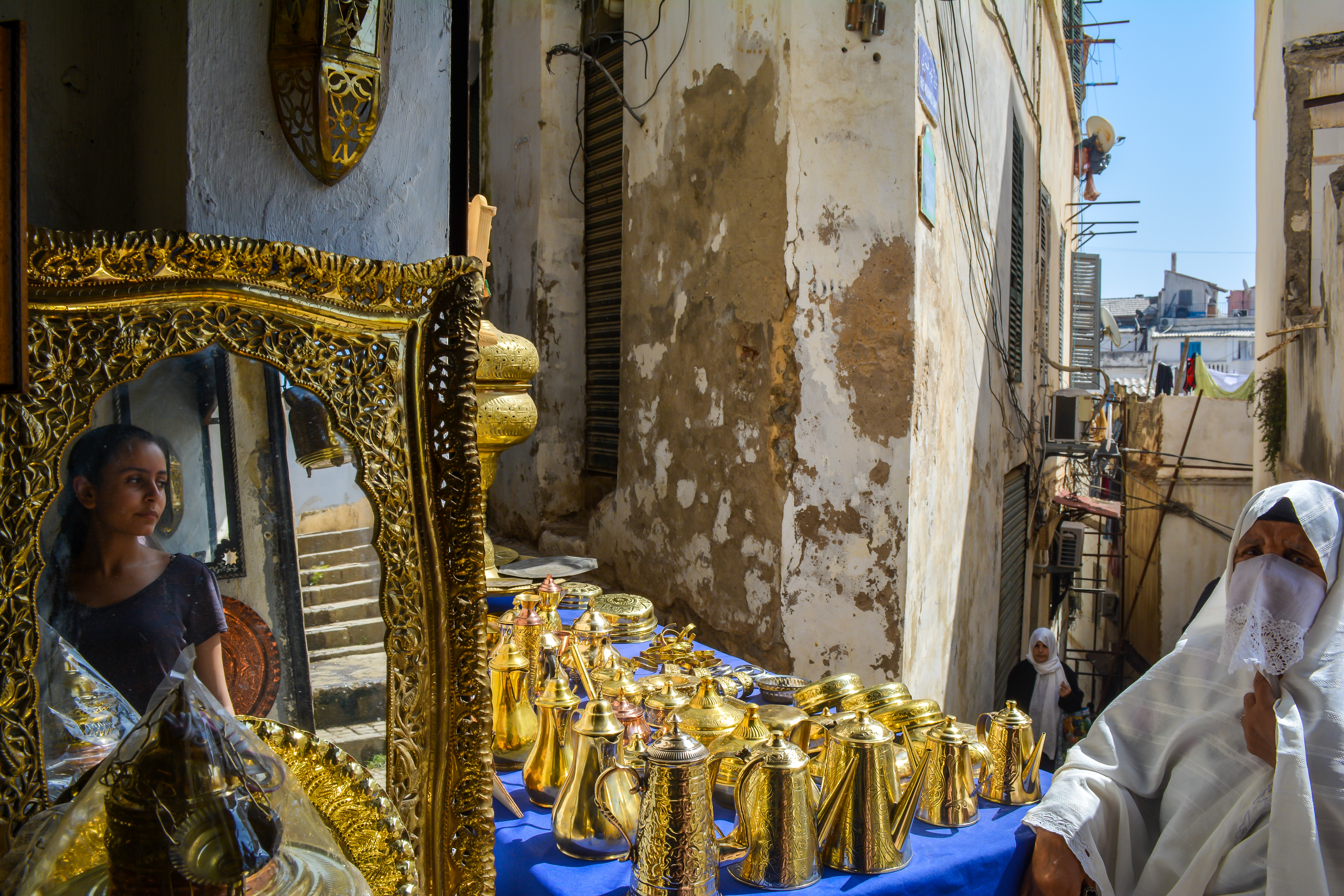
Kasba van Algiers
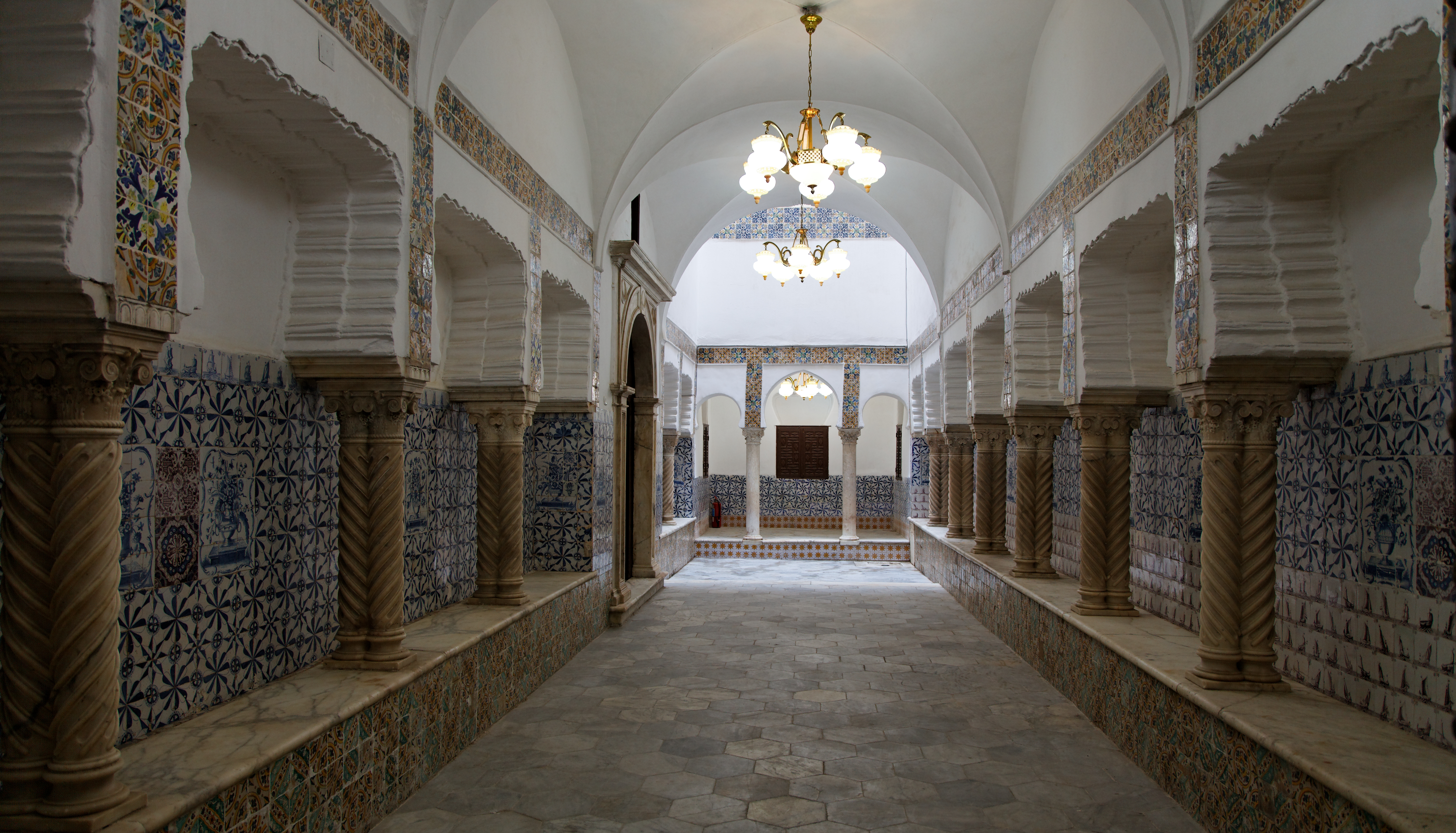
Kasba Paleis (Hammam)
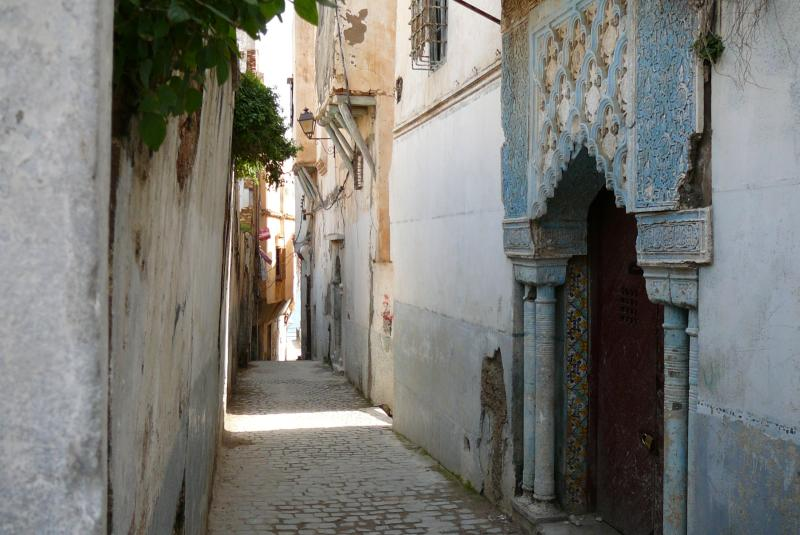
Straatbeeld
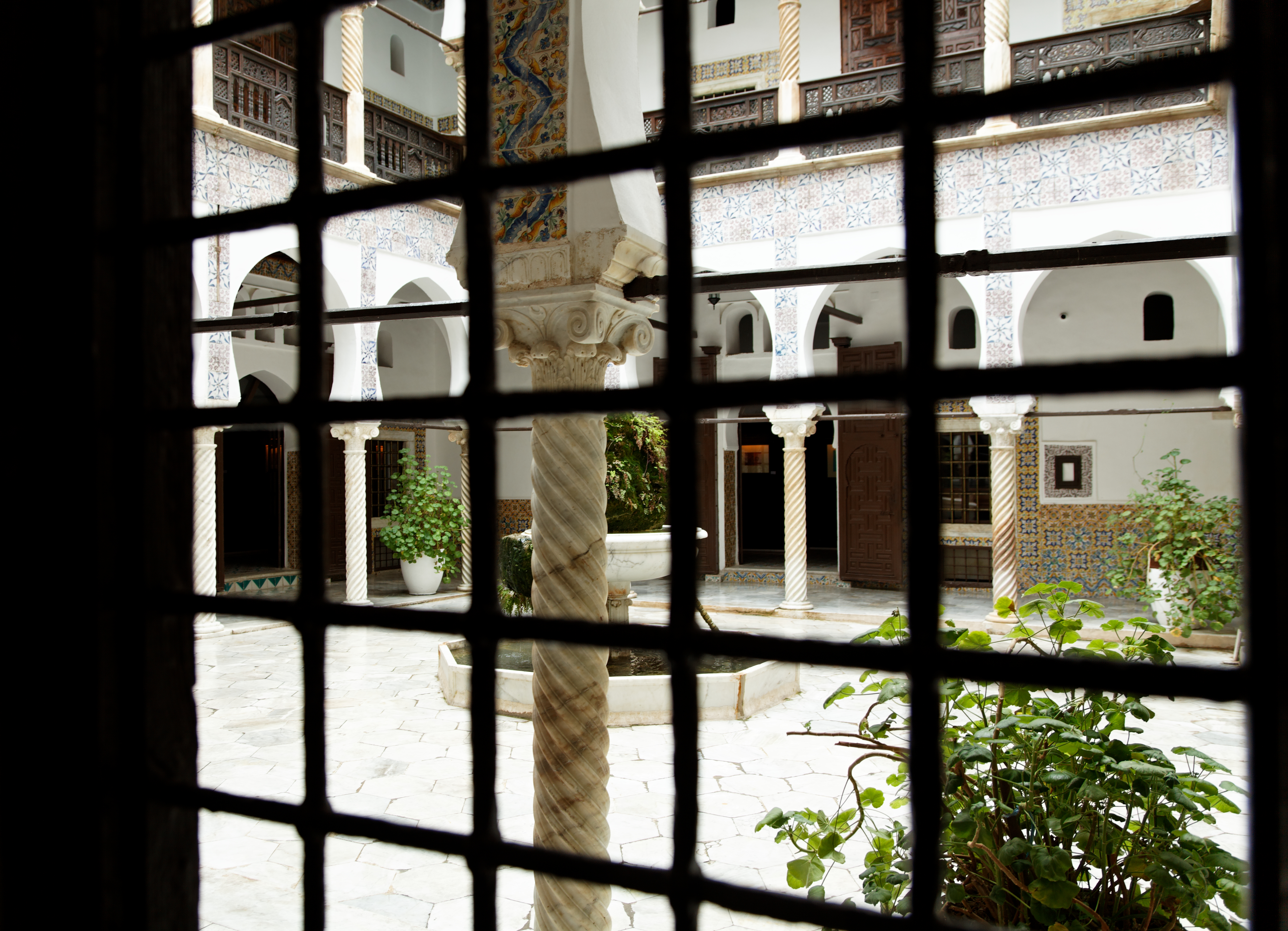
Interieur van een huis in de Kasba architectuur
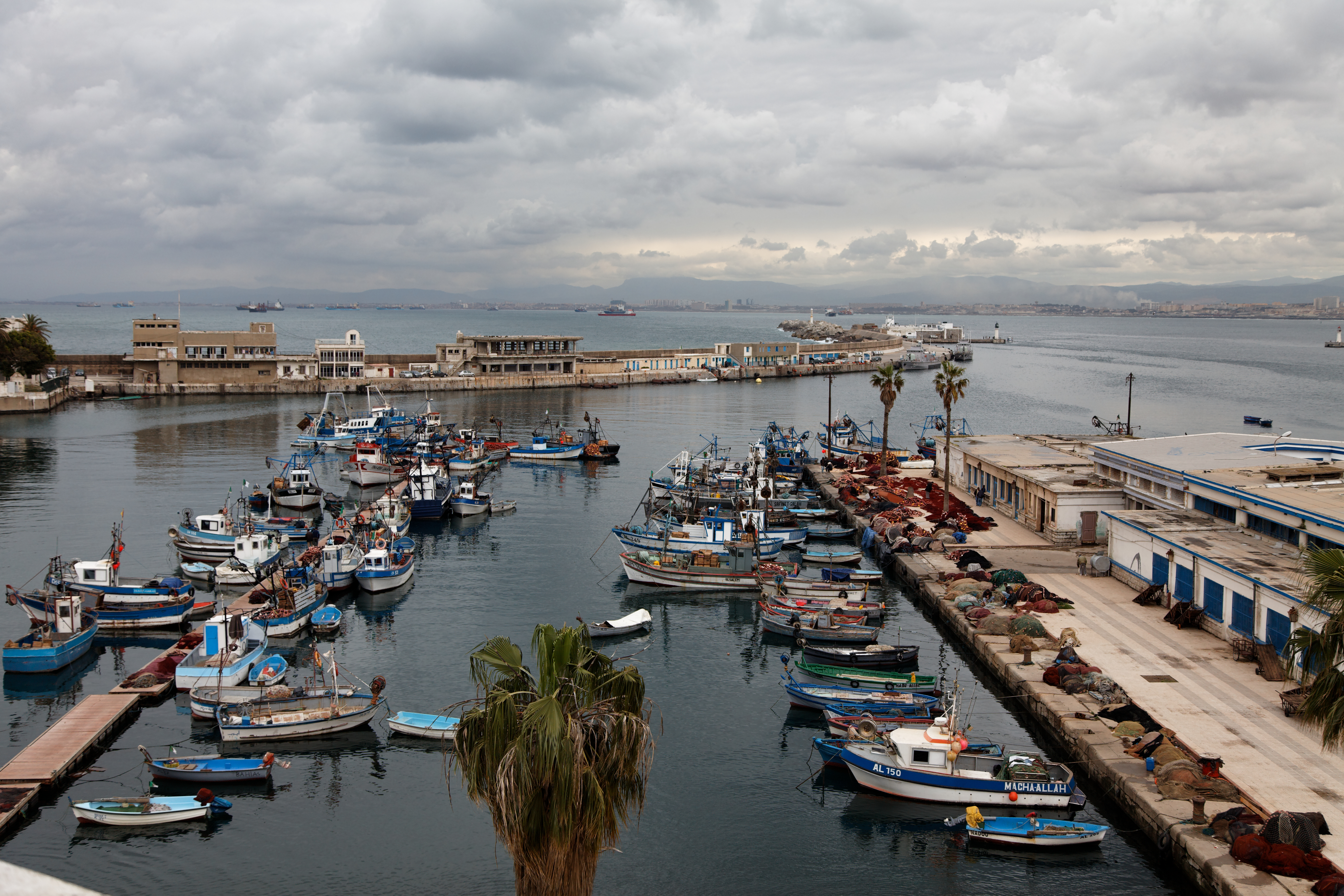
Visserijhaven onderaan de Kasba
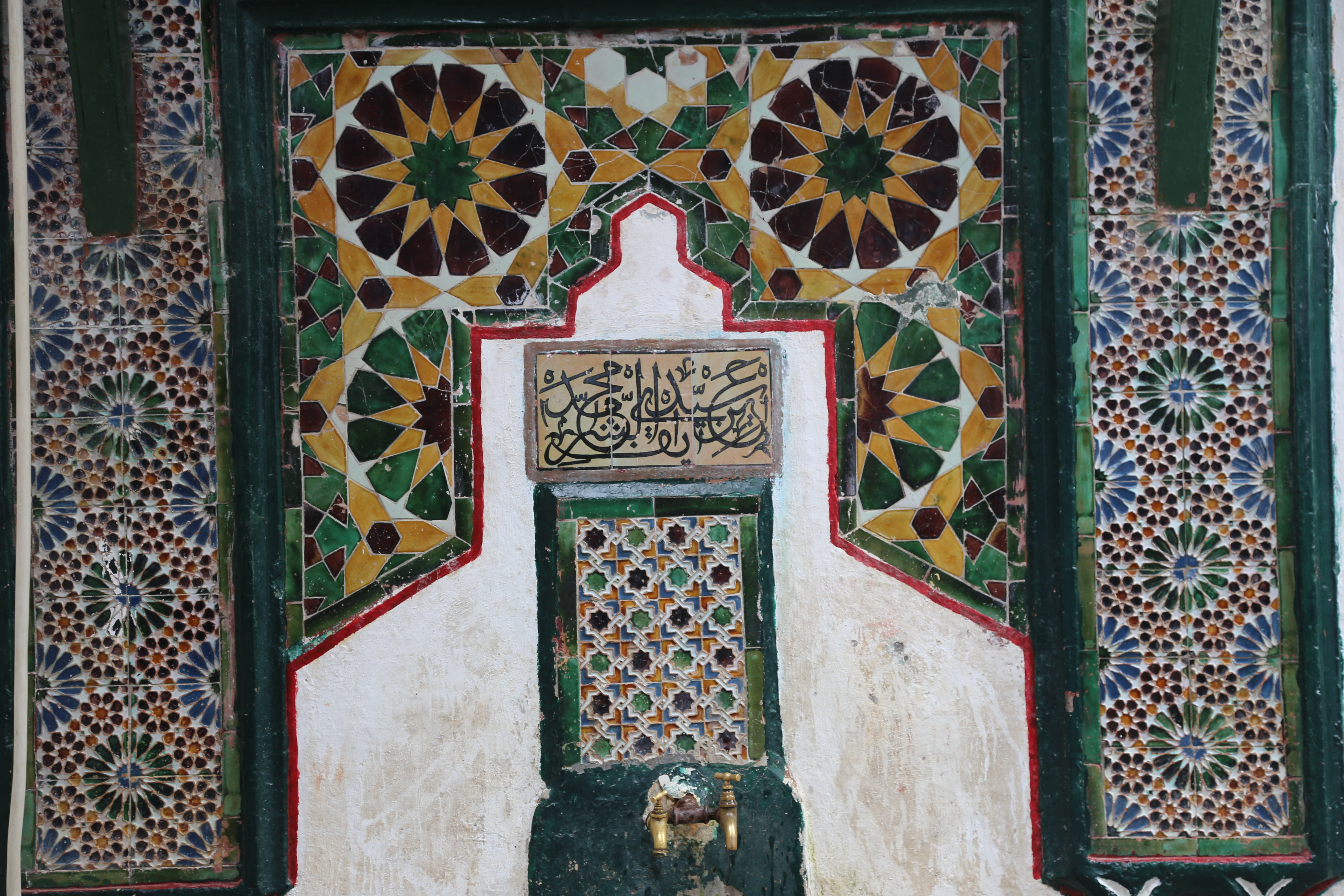
Een fontein in de Kasba
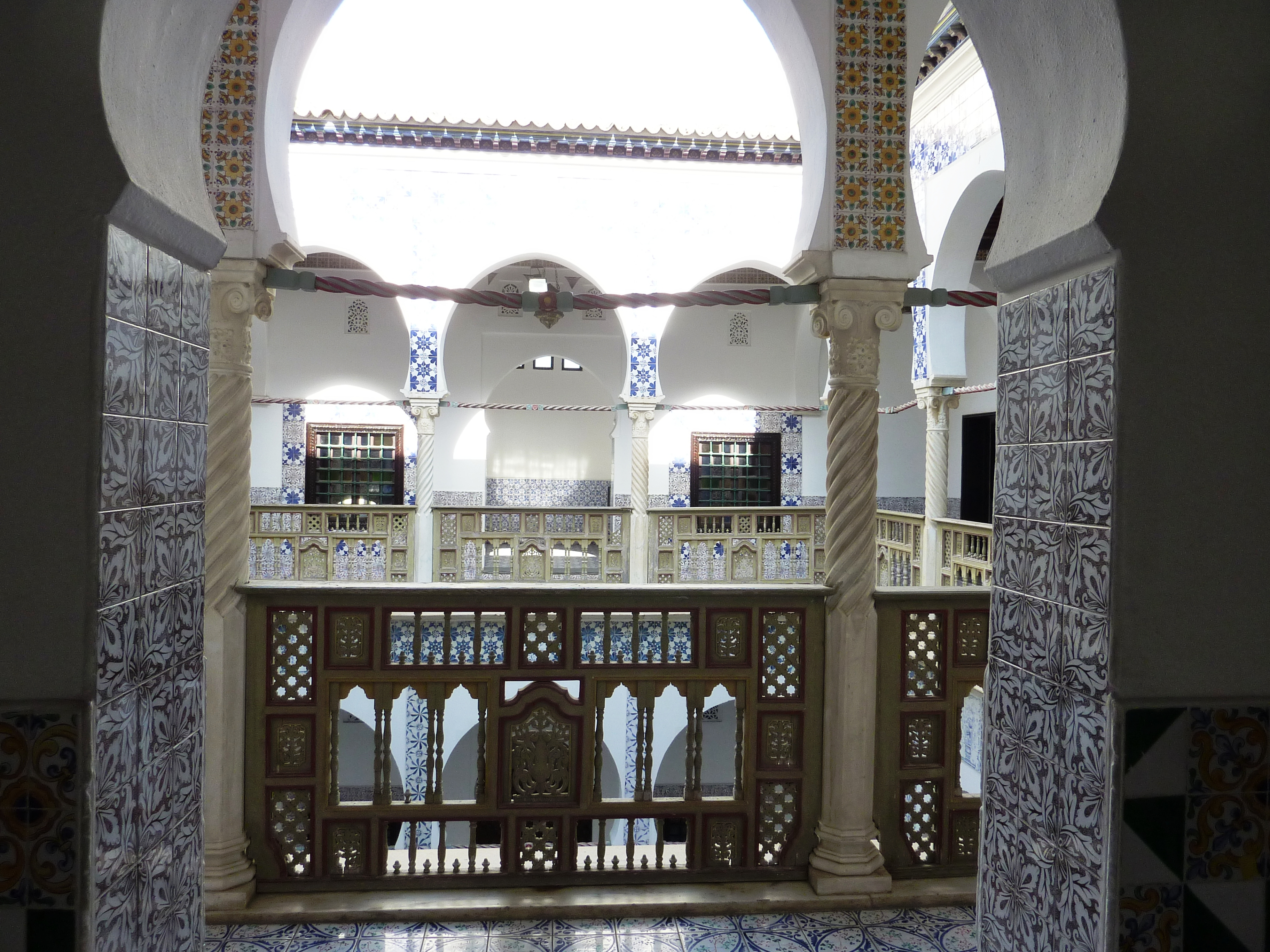
Interieur van een paleis in de Kasba
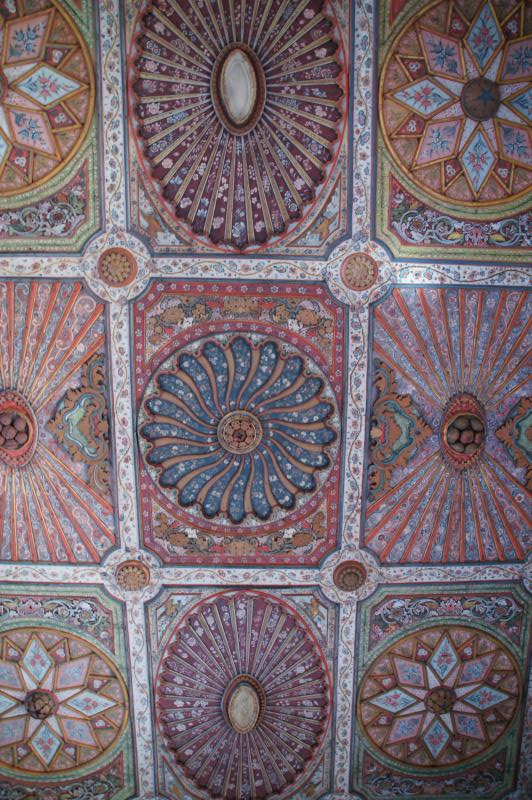
Plafond van een gebouw in de Kasba

Al Qal'a van Beni Hammad · Tassili n'Ajjer · M'Zabvallei · Djémila · Tipaza · Timgad · Kasba van Algiers